# Bulbophyllum aggregatum
Bulbophyllum aggregatum är en orkidéart som beskrevs av Wilibald Swibert Joseph Gottlieb von Besser. Bulbophyllum aggregatum ingår i släktet Bulbophyllum och familjen orkidéer. Inga underarter finns listade i Catalogue of Life.